# ذا فورد هام
ذا فوردهام هو أحد من أطول المباني السكنية في مدينة شيكاغو، يتألف من 52 طابق انشيء في عام 2003، يبلغ أرتفاعه 574 قدم (175 م)، وسقفه على شكل قبة قصر، وقد صمم بنيانه المهندس سولو مون، وكروديل، وبينز، ونفذته شركة فوردهام.
ويحتوي المبنى على شقق ثمينة وتعتبر الاغلى في شيكاغو، وهي شقق بنتهاوس التي توجد في الطوابق العشرة الأولى من المَبنى.
جدير بالذِكر أن من أبرز المُقيميين هُناك هو أحد المُمثلين المَشاهير وهو جون كيوزاك.

## وصلات خارجية
- جدول إيمبوريس (بالإنجليزية)
- الموقع الرسمي (بالإنجليزية)

‌